# Aldert Walrecht
Aldert Walrecht (Chaam, 12 november 1931 – Eindhoven, 16 februari 2009) was een Nederlands letterkundige, vertaler en uitgever.

## Loopbaan
Walrecht studeerde eerst voor onderwijzer, en later Frans en Nederlands. Hij werkte als onderwijzer in Zeeland, later als leraar Nederlands en Frans aan de Nutskweekschool in Eindhoven en aan de Bibliotheekacademie in Tilburg. Hij richtte in Eindhoven de Citroenpers op, die zich richtte op grote letterboeken voor slechtzienden.
Hij publiceerde verschillende leerboeken op het gebied van de Franse en Nederlandse letterkunde. Letterkundige opstellen van zijn hand over onder meer de door hem zeer bewonderde dichter Lucebert, verschenen in het invloedrijke tijdschrift Merlyn en later in Ons Erfdeel, De Revisor en Septentrion. Voor Ons Erfdeel en de bibliotheekdienst Biblion schreef hij literaire kritieken. Van Lucebert verscheen in 2000 Lucebert, acht brieven; Brieven aan Aldert Walrecht met illustraties door Lucebert.